# Widdersberger Weiher
Der Widdersberger Weiher ist ein Stausee in Widdersberg, einem Ortsteil der Gemeinde Herrsching am Ammersee im bayerischen Landkreis Starnberg in Deutschland. Er ist etwa zwei Hektar groß und am Ablaufbauwerk rund vier Meter tief. Sein Wasser erhält er durch den Moosbach und durch die Quellen des angrenzenden Osthangs.

## Geschichte
Der See wurde im 16. Jahrhundert als Wasserrückhaltebecken für die Mühle des Klosters Andechs durch Abt Leonhard angelegt. 1603 wurde er von den Grafen von Toerring-Seefeld gepachtet. Heute ist er in Privateigentum und wird als ablassbarer Fischteich genutzt.

## Natur- und Landschaftsschutz
Der Widdersberger Weiher liegt innerhalb des Landschaftsschutzgebietes Westlicher Teil des Landkreises Starnberg (LSG-00542.01), das 2001 unter Schutz gestellt wurde, sowie innerhalb des FFH-Gebietes Ammerseeufer und Leitenwälder, das seinen Schutzstatus 2004 erhielt.